# Ядерна енергетика Японії

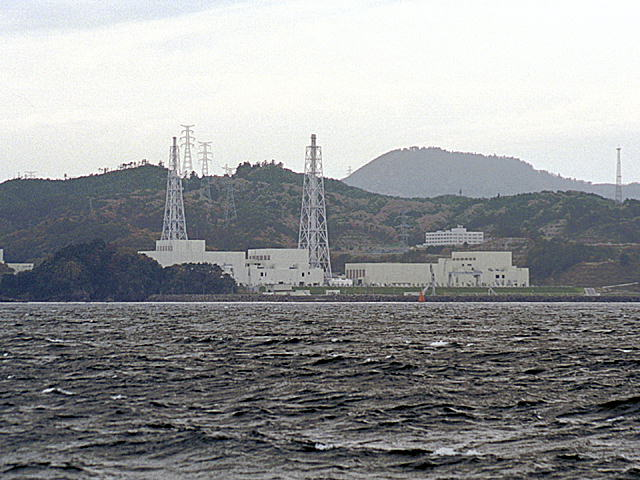
АЕС Онаґава, типова Японська 3-блокова BWR станція.

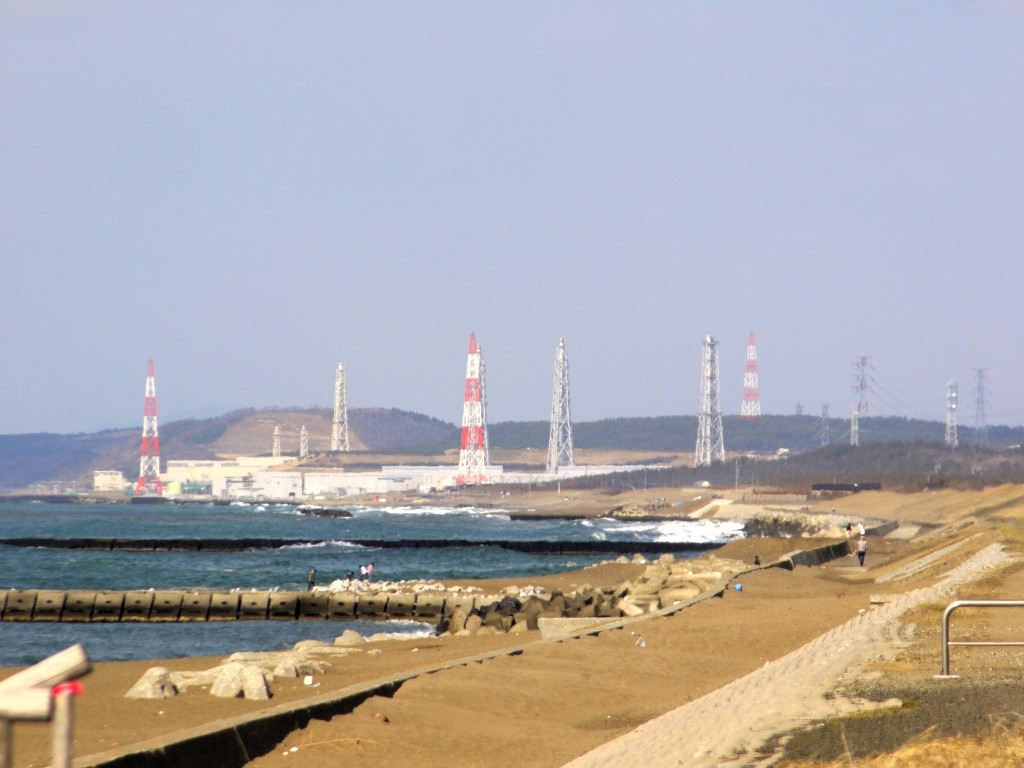
АЕС Касівадзакі-Каріва, ядерна станція з семи блоків, найбільша атомна електростанція в світі, була повністю зупинена на 21 місяць після землетрусу в 2007 році

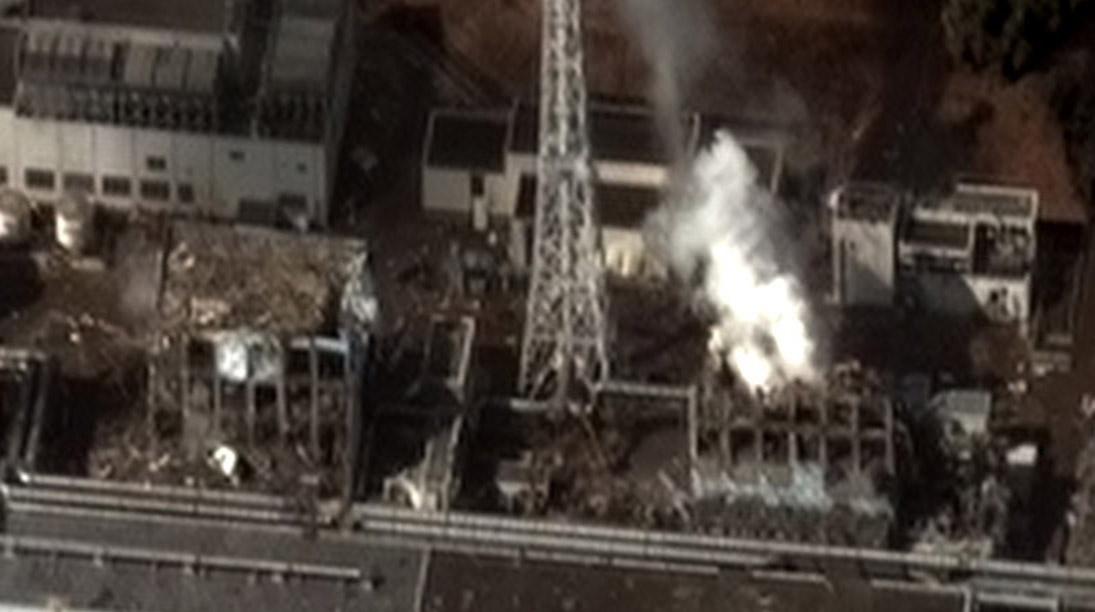
Аварія на Першій Фукусімській АЕС 2011 року, другий у світі ядерний інцидент за важкістю наслідків після Чорнобильської катастрофи 1986 року, переселено 50 000 домогосподарств після витоку радіоактивності в повітря, ґрунт і море. Радіаційні перевірки призвели до заборони деяких партій овочів і риби

До землетрусу Тохоку та цунамі 2011 року Японія виробляла 30 % своєї електроенергії з ядерних реакторів і планувала збільшити цю частку до 40 %. Ядерна енергетика була національним стратегічним пріоритетом Японії. Станом на березень 2020 року з 54 ядерних реакторів в Японії було 42 діючих реактора, але фактично працювали лише 9 реакторів на 5 електростанціях. Загалом 24 реактори заплановані до виведення з експлуатації або знаходяться в процесі виведення з експлуатації. Інші знаходяться в процесі реактивації або зазнають модифікацій, спрямованих на підвищення стійкості до стихійних лих; Енергетичні цілі Японії до 2030 року передбачають, що принаймні 33 будуть відновлені пізніше.
Хоча всі ядерні реактори Японії успішно витримали струси внаслідок землетрусу в Тохоку, повінь внаслідок наступного цунамі призвела до виходу з ладу систем охолодження на ядерній електростанції Фукусіма I 11 березня 2011 року. В Японії було оголошено першу в історії ядерну надзвичайну ситуацію, і 140 000 мешканців у межах 20 км (12 миль) зони було евакуйовано.
Усі японські атомні станції були закриті або призупинені для перевірки безпеки. Останній з п'ятдесяти чотирьох реакторів Японії (Томарі-3) був відключений на технічне обслуговування 5 травня 2012 року, залишивши Японію повністю без електроенергії, виробленої на атомних електростанціях, вперше з 1970 року.
Проблеми зі стабілізацією аварії трьох реакторів на атомній станції «Фукусіма-1» погіршили ставлення до атомної енергетики. У червні 2011 року, одразу після аварії на Фукусімі, понад 80 % японців заявили, що вони проти ядерної зброї та не довіряють урядовій інформації про радіацію, але через десять років, у березні 2021 року, лише 11 % японців заявили, що хочуть негайного припинення виробництва ядерної енергії. Ще 49 % вимагали поступового виходу з ядерної енергетики.
До жовтня 2011 року, незважаючи на дефіцит електроенергії, Японія пережила літо 2011 року без значних відключень, які де-хто передбачав, але ціною сумнівів щодо амбітного скорочення викидів вуглецю в Японії. У документі про енергетику, схваленому Кабінетом міністрів Японії в жовтні 2011 року, зазначено, що «громадська впевненість у безпеці ядерної енергетики була сильно підірвана» ядерною катастрофою на Фукусімі, і закликав зменшити залежність країни від ядерної енергії.
Незважаючи на протести, 1 липня 2012 року 3-й енергоблок Ойської атомної електростанції було перезапущено.
Комплексна оцінка ризиків для здоров’я, пов’язаних з катастрофою на АЕС «Фукусіма-1», проведена міжнародними експертами в 2013 році, прийшла до висновку, що для населення в цілому в Японії та за її межами прогнозовані ризики були низькими, і не очікується жодного помітного підвищення рівня захворюваності на рак вище базового рівня.
У вересні 2013 року блоки 3 і 4 Ōi вийшли з ладу, в результаті чого Японія знову повністю залишилася без електроенергії, виробленої на атомних електростанціях. 
11 серпня 2015 року атомна електростанція Сендай була повернута в роботу, а потім два блоки (3 і 4) атомної електростанції Такахама 29 січня 2016 року.
Однак енергоблок 4 було зупинено через три дні після перезапуску через внутрішню несправність, а блок 3 у березні 2016 року після того, як окружний суд префектури Сіга видав судову заборону на зупинку роботи АЕС Такахама. З усіх 54 ядерних реакторів, побудованих до ядерної катастрофи на Фукусімі, 43 з них залишаються робочими, але лише 9 реакторів зараз використовуються. У 2017 році Міністерство економіки, торгівлі та промисловості заявило, що якщо країна хоче виконати свої зобов’язання за Паризькою кліматичною угодою, то атомна енергетика повинна становити від 20 до 22 % портфеля нації. 26 заявок на перезапуск зараз очікують на розгляд, приблизно 12 блоків повинні повернутися в експлуатацію до 2025 року та 18 до 2030 року.
Загальна вартість впровадження заходів безпеки, обслуговування об'єктів і виведення з експлуатації комерційно експлуатованих АЕС в Японії оцінюється в ¥13.46 трлн ($123 млрд).
У лютому 2023 року опитування Asahi Shimbun показало, що 51 % учасників у Японії виступають за відновлення роботи АЕС, а 42 % виступають проти.
29 жовтня 2024 року, згідно повідомлення агентства Kyodo, на північному сході Японії, уперше була відновлена робота реактора атомної електростанції, який постраждав від землетрусу та цунамі 2011 року. Ідеться про перезапуск блоку № 2 АЕС «Онаґава» (Onagawa) у префектурі Міяґі в північно-східній частині острова Хонсю. Це також знаменує собою перший випадок, коли реактор того самого типу, що й реактори зруйнованої АЕС «Фукусіма-1», був введений в експлуатацію після катастрофи 2011 року.
Відповідно до останнього базового енергетичного плану уряду 2025 року, Японія має «максимально використовувати ядерну енергетику», причому близько 20% загального виробництва електроенергії в країні у 2040 фінансовому році буде надходити з ядерних електростанцій.

## Перелік реакторів
| Назва             | Блок №. | Реактор | Реактор               | Статус                                            | Чиста потужність (MW) | Початок будівництва | Комерційне використання | Закриття        |
| Назва             | Блок №. | Тип     | Модель                | Статус                                            | Чиста потужність (MW) | Початок будівництва | Комерційне використання | Закриття        |
| ----------------- | ------- | ------- | --------------------- | ------------------------------------------------- | --------------------- | ------------------- | ----------------------- | --------------- |
| Фуген             | 1       | HWLWR   | ATR                   | Відключено                                        | 148                   | 10 травня 1972      | 20 березня 1979         | 29 березня 2003 |
| Фукусіма Дайчі    | 1       | BWR     | BWR-3                 | Неоперабельний                                    | 439                   | 25 липня 1967       | 26 березня 1971         | 19 травня 2011  |
| Фукусіма Дайчі    | 2       | BWR     | BWR-4                 | Неоперабельний                                    | 760                   | 9 червня 1969       | 18 липня 1974           | 19 травня 2011  |
| Фукусіма Дайчі    | 3       | BWR     | BWR-4                 | Неоперабельний                                    | 760                   | 28 грудня 1970      | 27 березня 1976         | 19 травня 2011  |
| Фукусіма Дайчі    | 4       | BWR     | BWR-4                 | Неоперабельний                                    | 760                   | 12 лютого 1973      | 12 жовтня 1978          | 19 травня 2011  |
| Фукусіма Дайчі    | 5       | BWR     | BWR-4                 | Відключено                                        | 760                   | 22 травня 1972      | 18 квітня 1978          | 17 грудня 2013  |
| Фукусіма Дайчі    | 6       | BWR     | BWR-5                 | Відключено                                        | 1067                  | 26 жовтня 1973      | 24 жовтня 1979          | 17 грудня 2013  |
| Фукусіма Дайні    | 1       | BWR     | BWR-5                 | Відключено                                        | 1067                  | 16 березня 1976     | 20 квітня 1982          | 30 вересня 2019 |
| Фукусіма Дайні    | 2       | BWR     | BWR-5                 | Відключено                                        | 1067                  | 25 травня 1979      | 3 лютого 1984           | 30 вересня 2019 |
| Фукусіма Дайні    | 3       | BWR     | BWR-5                 | Відключено                                        | 1067                  | 23 березня 1981     | 21 червня 1985          | 30 вересня 2019 |
| Фукусіма Дайні    | 4       | BWR     | BWR-5                 | Відключено                                        | 1067                  | 28 травня 1981      | 25 серпня 1987          | 30 вересня 2019 |
| Ґенкай            | 1       | PWR     | Mitsubishi (2-loop)   | Відключено                                        | 529                   | 15 вересня 1971     | 15 жовтня 1975          | 27 квітня 2015  |
| Ґенкай            | 2       | PWR     | Mitsubishi (2-loop)   | Відключено                                        | 529                   | 1 лютого 1977       | 30 березня 1981         | 9 квітня 2019   |
| Ґенкай            | 3       | PWR     | Mitsubishi (4-loop)   | Функціонує                                        | 1127                  | 1 червня 1988       | 18 березня 1994         |                 |
| Ґенкай            | 4       | PWR     | Mitsubishi (4-loop)   | Функціонує                                        | 1127                  | 15 липня 1992       | 25 липня 1997           |                 |
| Хамаока           | 1       | BWR     | BWR-4                 | Відключено                                        | 515                   | 10 червня 1971      | 17 березня 1976         | 30 січня 2009   |
| Хамаока           | 2       | BWR     | BWR-4                 | Відключено                                        | 806                   | 14 червня 1974      | 29 листопада 1978       | 30 січня 2009   |
| Хамаока           | 3       | BWR     | BWR-5                 | Функціонування призупинено (переглядається)       | 1056                  | 18 квітня 1983      | 28 серпня 1987          |                 |
| Хамаока           | 4       | BWR     | BWR-5                 | Функціонування призупинено (переглядається)       | 1092                  | 13 жовтня 1989      | 3 вересня 1993          |                 |
| Хамаока           | 5       | BWR     | ABWR                  | Функціонування призупинено                        | 1325                  | 12 липня 2000       | 18 січня 2005           |                 |
| Хігашидорі        | 1       | BWR     | BWR-5                 | Функціонування призупинено (переглядається)       | 1067                  | 7 листопада 2000    | 8 грудня 2005           |                 |
| Хігашидорі        | 2       | BWR     | ABWR                  | Незавершений, заплановане відновлення             | 1350                  | 25 січня 2011       |                         |                 |
| Хігашидорі        | 3       | BWR     | ABWR                  | Заплановано                                       | 1350                  |                     |                         |                 |
| Іката             | 1       | PWR     | Mitsubishi (2-loop)   | Відключено                                        | 538                   | 1 вересня 1973      | 30 вересня 1977         | 25 березня 2016 |
| Іката             | 2       | PWR     | Mitsubishi (2-loop)   | Відключено                                        | 538                   | 1 серпня 1978       | 19 березня 1982         | 27 березня 2018 |
| Іката             | 3       | PWR     | Mitsubishi (3-loop)   | Функціонує                                        | 846                   | 1 жовтня 1990       | 15 грудня 1994          |                 |
| Каміносекі        | 1       | BWR     | ABWR                  | Заплановано                                       | 1350                  |                     |                         |                 |
| Каміносекі        | 2       | BWR     | ABWR                  | Заплановано                                       | 1350                  |                     |                         |                 |
| Кашивазакі-Каріва | 1       | BWR     | BWR-5                 | Функціонування призупинено                        | 1067                  | 5 червня 1980       | 18 вересня 1985         |                 |
| Кашивазакі-Каріва | 2       | BWR     | BWR-5                 | Функціонування призупинено                        | 1067                  | 18 листопада 1985   | 28 вересня 1990         |                 |
| Кашивазакі-Каріва | 3       | BWR     | BWR-5                 | Функціонування призупинено                        | 1067                  | 7 березня 1989      | 11 серпня 1993          |                 |
| Кашивазакі-Каріва | 4       | BWR     | BWR-5                 | Функціонування призупинено                        | 1067                  | 5 березня 1990      | 11 серпня 1994          |                 |
| Кашивазакі-Каріва | 5       | BWR     | BWR-5                 | Функціонування призупинено                        | 1067                  | 20 червня 1985      | 10 квітня 1990          |                 |
| Кашивазакі-Каріва | 6       | BWR     | ABWR                  | Функціонування призупинено (перезапуск погоджено) | 1315                  | 3 листопада 1992    | 7 листопада 1996        |                 |
| Кашивазакі-Каріва | 7       | BWR     | ABWR                  | Функціонування призупинено (перезапуск погоджено) | 1315                  | 1 липня 1993        | 2 липня 1997            |                 |
| Міхама            | 1       | PWR     | Mitsubishi (2-loop)   | Відключено                                        | 320                   | 1 лютого 1967       | 28 листопада 1970       | березня 2015    |
| Міхама            | 2       | PWR     | Mitsubishi (2-loop)   | Відключено                                        | 470                   | 29 травня 1968      | 25 липня 1972           | березня 2015    |
| Міхама            | 3       | PWR     | Mitsubishi (3-loop)   | Функціонує                                        | 780                   | 7 серпня 1972       | 1 грудня 1976           |                 |
| Монджу            | 1       | FBR     |                       | Відключено                                        | 246                   | 10 травня 1986      | 29 серпня 1995          | 5 грудня 2017   |
| Ой                | 1       | PWR     | W (4-loop)            | Відключено                                        | 1120                  | 26 жовтня 1972      | 27 березня 1979         | грудня 2017     |
| Ой                | 2       | PWR     | Westinghouse (4-loop) | Відключено                                        | 1120                  | 8 грудня 1972       | 5 грудня 1979           | грудня 2017     |
| Ой                | 3       | PWR     | Mitsubishi (4-loop)   | Функціонує                                        | 1127                  | 3 жовтня 1987       | 18 грудня 1991          |                 |
| Ой                | 4       | PWR     | Mitsubishi (4-loop)   | Функціонує                                        | 1127                  | 13 червня 1988      | 2 лютого 1993           |                 |
| Ома               | 1       | BWR     | ABWR                  | Будується                                         | 1325                  | 7 травня 2010       |                         |                 |
| Онаґава           | 1       | BWR     | BWR-4                 | Відключено                                        | 498                   | 8 липня 1980        | 1 червня 1984           | 21 грудня 2018  |
| Онаґава           | 2       | BWR     | BWR-5                 | Функціонує                                        | 796                   | 12 квітня 1991      | 28 липня 1995           |                 |
| Онаґава           | 3       | BWR     | BWR-5                 | Функціонування призупинено                        | 796                   | 23 січня 1998       | 30 січня 2002           |                 |
| Сендай            | 1       | PWR     | Mitsubishi (3-loop)   | Функціонує                                        | 846                   | 15 грудня 1979      | 4 липня 1984            |                 |
| Сендай            | 2       | PWR     | Mitsubishi (3-loop)   | Функціонує                                        | 846                   | 12 жовтня 1981      | 28 листопада 1985       |                 |
| Сендай            | 3       | PWR     | Mitsubishi APWR       | Заплановано                                       | 1700                  |                     |                         |                 |
| Шика              | 1       | BWR     | BWR-5                 | Функціонування призупинено                        | 505                   | 1 липня 1989        | 30 липня 1993           |                 |
| Шика              | 2       | BWR     | ABWR                  | Функціонування призупинено (переглядається)       | 1108                  | 20 серпня 2001      | 15 березня 2006         |                 |
| Шимане            | 1       | BWR     | BWR-3                 | Відключено                                        | 439                   | 2 липня 1970        | 29 березня 1974         | березня 2015    |
| Шимане            | 2       | BWR     | BWR-5                 | Функціонує                                        | 789                   | 2 лютого 1985       | 10 лютого 1989          |                 |
| Шимане            | 3       | BWR     | ABWR                  | Будується                                         | 1325                  | 12 жовтня 2007      |                         |                 |
| Такагама          | 1       | PWR     | Mitsubishi (3-loop)   | Функціонує                                        | 780                   | 25 квітня 1970      | 14 листопада 1974       |                 |
| Такагама          | 2       | PWR     | Mitsubishi (3-loop)   | Функціонує                                        | 780                   | 9 березня 1971      | 14 листопада 1975       |                 |
| Такагама          | 3       | PWR     | Mitsubishi (3-loop)   | Функціонує                                        | 830                   | 12 грудня 1980      | 17 січня 1985           |                 |
| Такагама          | 4       | PWR     | Mitsubishi (3-loop)   | Функціонує                                        | 830                   | 19 березня 1981     | 5 червня 1985           |                 |
| Токай             | 1       | GCR     | Magnox                | Відключено                                        | 137                   | 1 березня 1961      | 25 липня 1966           | 31 березня 1998 |
| Токай             | 2       | BWR     | BWR-5                 | Функціонування призупинено (перезапуск погоджено) | 1060                  | 3 жовтня 1973       | 28 листопада 1978       |                 |
| Томарі            | 1       | PWR     | Mitsubishi (2-loop)   | Функціонування призупинено (переглядається)       | 550                   | 18 квітня 1985      | 22 червня 1989          |                 |
| Томарі            | 2       | PWR     | Mitsubishi (2-loop)   | Функціонування призупинено (переглядається)       | 550                   | 13 червня 1985      | 12 квітня 1991          |                 |
| Томарі            | 3       | PWR     | Mitsubishi (3-loop)   | Функціонування призупинено (переглядається)       | 866                   | 18 листопада 2004   | 22 грудня 2009          |                 |
| Цуруґа            | 1       | BWR     | BWR-2                 | Відключено                                        | 340                   | 24 листопада 1966   | 14 березня 1970         | березня 2015    |
| Цуруґа            | 2       | PWR     | Mitsubishi (4-loop)   | Функціонування призупинено (переглядається)       | 1108                  | 6 листопада 1982    | 17 лютого 1987          |                 |
| Цуруґа            | 3       | PWR     | Mitsubishi APWR       | Заплановано                                       | 1700                  |                     |                         |                 |
| Цуруґа            | 4       | PWR     | Mitsubishi APWR       | Заплановано                                       | 1700                  |                     |                         |                 |